# Homnabad
Homnabad é uma cidade no distrito de Bidar, no estado indiano de Karnataka.

## Geografia
Homnabad está localizada a 17° 46′ N, 77° 08′ L. Tem uma altitude média de 638 metros (2093 pés).

## Demografia
Segundo o censo de 2001, Homnabad tinha uma população de 36 511 habitantes. Os indivíduos do sexo masculino constituem 52% da população e os do sexo feminino 48%. Homnabad tem uma taxa de literacia de 64%, superior à média nacional de 59,5%: a literacia no sexo masculino é de 71% e no sexo feminino é de 55%. Em Homnabad, 16% da população está abaixo dos 6 anos de idade.